# Меґатрон
Меґатрон (англ. Megatron) — персонаж коміксів, мультфільмів та фільмів про трансформерів. Лідер десептиконів.
Меґатрон був лордом-протектором Кібертрону, одним з правителів цієї планети. Первісно його знали, як мудрого лідера, але якась невідома сила перетворила цього трансформера на одержимого вбивцю, який мав одну мету — заволодіти Всеіскрою. Задля цього він застосував всю свою харизму і силу. Швидко утворилася ціла армія сепаратистів — десептикони, яку він очолив. Холодний і безжалісний, підступний і жорстокий, Меґатрон веде вперед своє військо, і ніщо не стане йому на заваді. Був другом Оптимус Прайма до того, як розпочалась війна на їх планеті.

## Уміння та озброєння
Мегатрон є одним з найсильніших трансформерів. Кинути йому виклик може тільки Оптимус Прайм. В режимі зорельота розвиває надзвичайну швидкість і здатний долати сотні світлових років за лічені проміжки часу. В режимі робота він може застосовувати двигуни та стрибати на невеликі відстані. Також ватажок обманоїдів озброєний спеціальною булавою і променевою гарматою, яка утворюється шляхом трансформації його руки.

## Слабкості
Фанатичне бажання Меґатрона заволодіти Всеіскрою часто призводило до того, що він втрапляв в критичні ситуації і ставив під загрозу себе та своїх вояків.
1. ↑  First Trailer for TRANSFORMERS ONE Reveals the Origins of Optimus Prime and Megatron.